# 女の子が抱いちゃダメですか?
『女の子が抱いちゃダメですか？』（おんなのこがだいちゃだめですか、Ladies on Top）は、ねじがなめたによる日本の漫画作品。『マンガワン』（小学館）および『裏サンデー』（同）にて、2020年5月21日から2022年4月28日まで連載。紙と電子書籍を合わせた部数は累計20万部を突破している。

## 登場人物
梶谷美月
本作の主人公。24歳。OL。かわいらしく清楚な見た目をしている。
篠宮孝之
28歳。エリート商社マン。さわやかな印象を持つ。

## 作風
女子マンガ研究家の小田真琴によると、「刺激的なタイトルとは裏腹に、スタンスは非常に誠実で真面目」で、「かわいい絵柄とは裏腹に、物語はエロティックで刺激的」と「1つの作品の中にさまざまな顔」がある作品。

## 制作背景
作者のねじがなめたは「普通の女の人が読む少女マンガはたくさんあるのに、腐女子の人が読みたくなるような少女マンガはない」と考えたところから、本作を構想。腐女子は男性に対し「このキャラかわいい」という距離感で見ている人も多いのではないかと考え、男女のカップルでもそういう目線の作品は隙間産業にハマるのではないかと考え、制作されている。
ねじがなめたは電子書店の女性向け漫画のランキングではスタンダードな「イケメンがグイグイ」が多いが、「その逆をやったらどうなるのか」と考えた。「強い女性」も描かれるが、性的な部分は男性がリードすべきといった風潮があり、理解できなくはないが、一方的にリードしなければならない側にされるのはつらいし大変だと思ったというねじがなめたは、女性のオタク読者向けのアプローチから始まった作品だが、前述のように考える男性も読んでくれるのではないかと考え、特に第1巻の第6話はそういう気持ちで描かれている。担当編集者が篠宮を簡単な「受け」にせず、葛藤を出したほうがよいと助言したことにより、「『攻められる男性』の迷い」もテーマとなっている。

## 反響
Twitterで13万いいねを獲得し、『マンガワン』や電子書籍サイトのランキングにて上位入りを果たし話題となり、2020年9月に単行本化となった。作者のねじがなめたによると、第1話をTwitter上に載せた時には、読者からは「性的な要素」より美月に共感した声が多かったという。男性読者もいるが、少女漫画を読むようなライト層の女性読者が多い。

## 評価
Anime News Networkのレベッカ・シルバーマンと、Anime Feministのアレックス・ヘンダーソンは、この作品の恋愛要素と異性愛者における性役割へのアプローチについて称賛した。

## 書誌情報

### 単行本
- ねじがなめた『女の子が抱いちゃダメですか？』小学館〈裏少年サンデーコミックス〉、全6巻
  1. 2020年9月11日発売[1][6]、ISBN 978-4-09-850240-0
  2. 2021年1月19日発売[9]、ISBN 978-4-09-850439-8
  3. 2021年5月12日発売[10]、ISBN 978-4-09-850574-6
  4. 2021年10月18日発売[11]、ISBN 978-4-09-850758-0
  5. 2022年3月10日発売[12]、ISBN 978-4-09-851026-9
  6. 2022年8月19日発売[13]、ISBN 978-4-09-851241-6

### 日本以外での出版
2022年1月、セブンシーズ・エンターテインメントは英語版のライセンスを取得した。第1巻は2022年9月13日に発売された。